# Andreas Rossak
Andreas Rossak (* 9. Juli 1999) ist ein österreichischer Fußballspieler.

## Karriere
Rossak begann seine Karriere beim Inter ASC. 2012 wechselte er zum 1. Simmeringer SC. 2014 wechselte er in die Jugend des Floridsdorfer AC.
Im April 2016 spielte er erstmals für die Amateure des FAC. Zur Saison 2017/18 rückte er in den Kader der Profis der Floridsdorfer auf. Sein Debüt in der zweiten Liga gab er im August 2017, als er am dritten Spieltag jener Saison gegen die SV Ried in der 72. Minute für Edrisa Lubega eingewechselt wurde.
Zur Saison 2018/19 wechselte er zum fünftklassigen 1. Simmeringer SC und schließlich im Sommer 2020 zum Stadtligaverein Sportunion Mauer.